# Warnkenhagen
Warnkenhagen – gmina w Niemczech, w kraju związkowym Meklemburgia-Pomorze Przednie, w powiecie Rostock, wchodzi w skład urzędu Mecklenburgische Schweiz.

## Przypisy

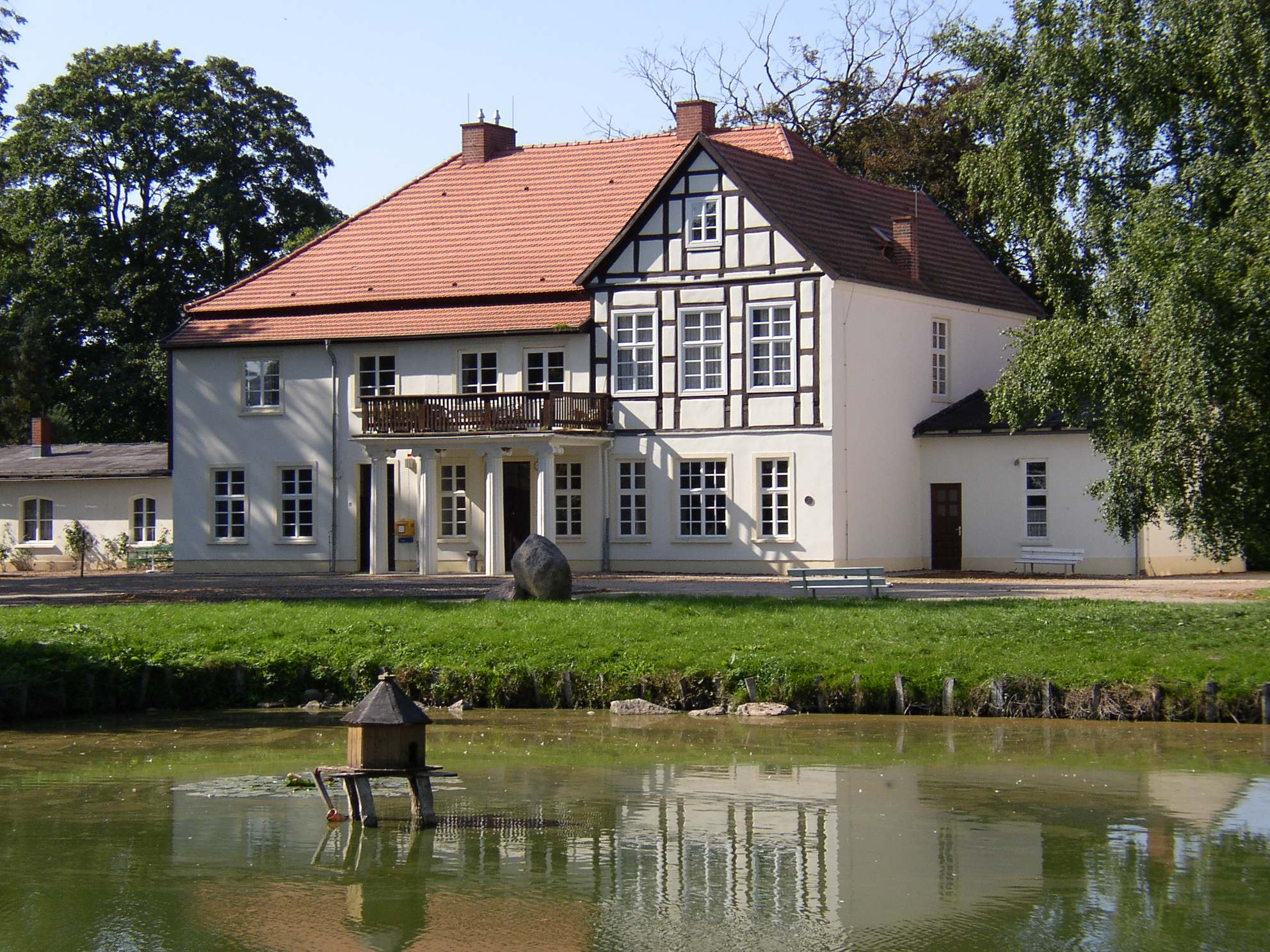
Dom Johanna Heinricha von Thünen